# مارك كيندال
مارك كيندال (بالإنجليزية: Mark Kendall)‏ (20 سبتمبر 1958 في المملكة المتحدة - 1 مايو 2008 في المملكة المتحدة) هو لاعب كرة قدم بريطاني في مركز حراسة المرمى. شارك مع منتخب ويلز تحت 21 سنة لكرة القدم. أما مع النوادي، فقد لعب مع توتنهام هوتسبير وسوانزي سيتي ونادي بيرنلي ونادي تشيسترفيلد ونادي كمبران تاون ونيوبورت كونتي ووولفرهامبتون واندررز وEbbw Vale F.C. ‏.

## وصلات خارجية
- مارك كيندال على موقع الاتحاد الدولي (مؤرشف)  (الإنجليزية)
- مارك كيندال على موقع قاعدة بيانات كرة القدم.إي يو (الإنجليزية)